# あゆみちゃん物語
『あゆみちゃん物語』（あゆみちゃんものがたり）は、アリスソフトから1993年9月15日に発売された18禁シミュレーションゲーム。プラットフォーム別に3度発売された。現在は配布フリー宣言に指定されている。
主人公がヒロインの「河合あゆみ」を相手にひたすらHするだけのゲームで、エンディングも無く（当初の予定ではいくつかのエンディングが検討されていた）、後のヤリゲー・調教ゲームと言われる成人向けPCゲームのジャンルの草分けと言われている。
元々は、アリスソフトが運営していたパソコン通信BBS「ALICE-NET」において、あゆみちゃんプロジェクトとして立ち上げられた。基本コンセプトはアリスソフト側から出されたものの、シナリオに関しては「ALICE-NET」の有志が中心となって作られ、そのときの中心メンバーのうち何人かは、その後アリスソフトのシナリオライターになっている。この際プロジェクトに参加していたある人物が、メイドさんをシナリオ内に入れようと画策したが失敗に終わっている。先行して制作されたプロトタイプ版が『DALK』の通販特典（PC-9801版）と『アリスの館CD2』(FM TOWNS版)に先行収録されている。
原画は漫画家のラッシャーヴェラクが担当した。CGはカラーイラストをそのままスキャンしただけであり、あまりコストがかかっていないが売れ行きは好調だった。「鬼畜王ランスが出るまで当社で一番の販売本数」とされている。
続編として『さやかちゃん物語』が作成されていたが、制作は中断されたままである。
ラッシャーヴェラクが読み切り漫画『あゆみちゃん物語外伝』を描き、当時の美少女ゲーム雑誌「メガストア」に掲載された。内容は主人公が風邪を引く話で、ゲーム本編であゆみちゃんが風邪を引く話の前日譚にあたる。他、ラッシャーヴェラク自身による関連同人誌（「あゆみちゃん」および「さやかちゃん」も含めて）が5冊発行された。また別ゲーム『ぷろすちゅーでんとG』の通販特典小冊子として「別冊あゆみちゃん」が発行された。
1995年には、アリスソフトのヨシタカの企画により、白夜書房から『あゆみちゃん物語 実写版』が発売され、あゆみ役は木ノ内つぐみ（竹中なお）が務めた。

## 登場人物
浩一
本作の主人公。一人称は『僕』だが、性格はやや鬼畜。性欲が旺盛で、あゆみを相手に毎日のように性交にふける。なお、名前は最大4文字の間で変更する事ができる。
河合あゆみ
本作のヒロイン。クラス委員を務める品行方正な少女で、『学年で恋人にしたい女の子NO.1』。入学当初から浩一に一目惚れし、恋人になってからは彼の求めに従順に応じている。
明日香
本屋の店主で、アダルトな雰囲気の眼鏡美人。バスト92センチ。本屋の品揃えは、マニア向けの本に偏っているらしい。
伊集院みゆき
大人のおもちゃ屋の店主。なお、「みゆき」は源氏名であり、実際は男性である。
野村真
16日目（火曜日）の放課後、乱入してくる生徒会長。実はゲイで、状況を利用して主人公に襲い掛かるが、結局は主人公に返り討ちにされ、ゴミ焼却炉に隠されてしまう。その後、主人公はあゆみとHしてそのまま帰ってしまうため、その後どうなったかは不明。

## 評価
パソコンゲーム雑誌の編集者である前田尋之の公式サイト「電脳世界のひみつ基地」においてライターの松田ゆのじは、1人のヒロインを徹底的に愛する点について、『ラブプラス』シリーズや『TeachingFeeling』などに通ずるとしている。また、松田は実写版におけるあゆみ役の女優が時折やる気のなさそうな顔をする点について指摘しており、演技の巧拙よりモチベーションを維持できなかったのではないかと推測している。